# Aelius Everhardus Vorstius

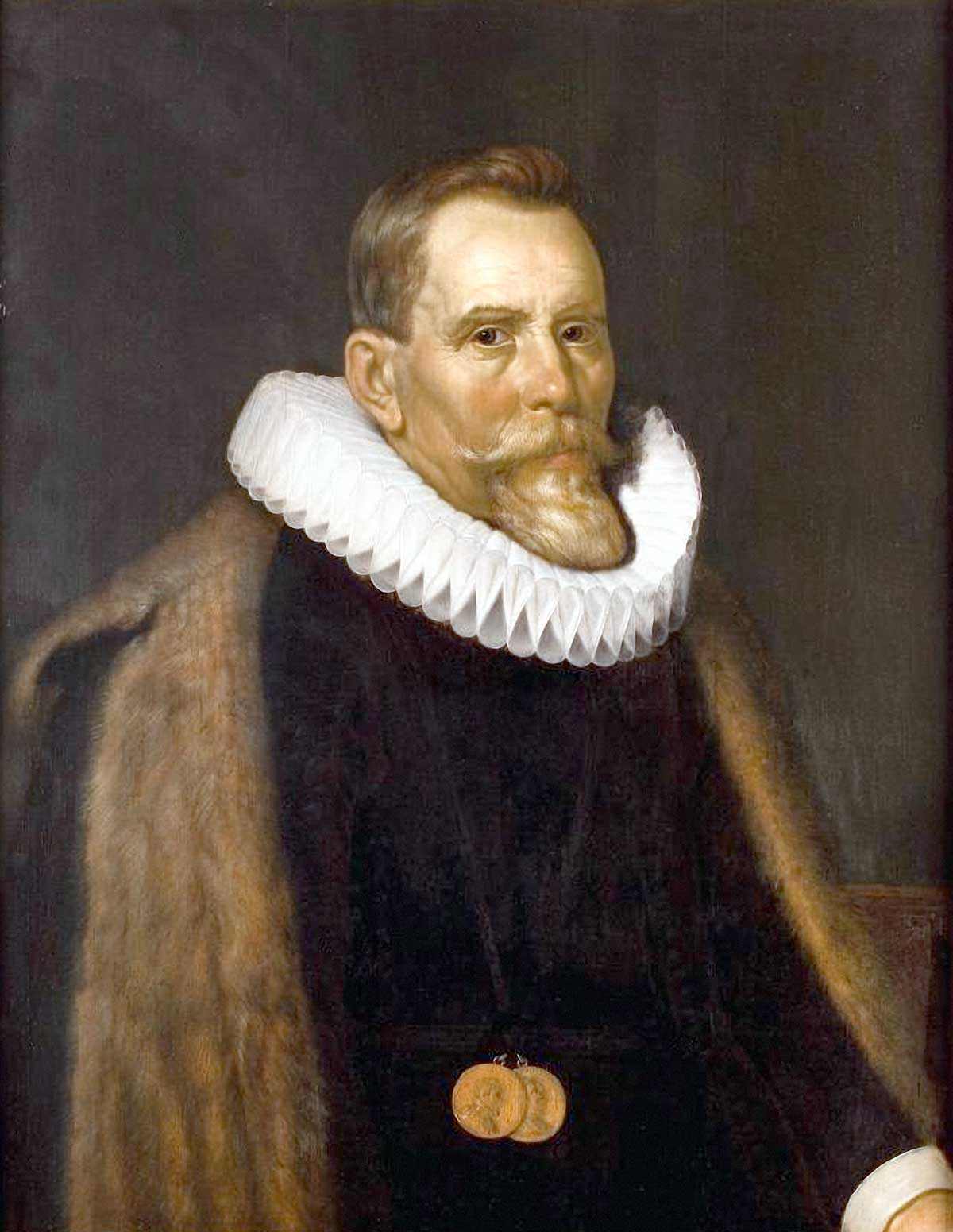
Aelius Everardus Vorstius

Aelius Everardus Vorstius auch: Vorst, Voorst; (* 26. September 1565 in Roermond; † 22. Oktober 1624 in Leiden) war ein niederländischer Mediziner und Botaniker.

## Leben
Aelius Everhardus Vorstius war der Sohn von Henricus Vorstius und Maria Schaeria. Er stammte aus einem Geschlecht, welches hohe Ämter in Staat und Kirche bekleidete. Seine Kindheit verbrachte er bei seinen Großeltern mütterlicherseits in Venlo. Mir fünfzehn Jahren zog er mit seinen Eltern nach Dordrecht und bezog am 28. April 1580 die Universität Leiden. Als Student der Literatur studierte er zunächst die Humanoria, besuchte aber dann die medizinischen Vorlesungen von Bonaventura Vulcanius, Peter Tiara und Justus Lipsius. Am 18. Januar 1586 setzte er seine Studien an der Universität Heidelberg fort und vier Jahre später an der Universität Köln.
Danach zog er nach Italien, wo er an der Universität Padua die Vorlesungen von Girolamo Mercuriale, Girolamo Capivaccio (1523–1589), Girolamo Fabrizio und Bernardino Paterno († 1592) verfolgte. Weitere Studien trieb er an der Universität Bologna bei Girolamo Mercuriale, Johannes Costaeus (1528–1603) und Caspar Tagliacotius (1553–1599) sowie an der Universität Ferrara bei Girolamo Brassavola (1536–1594). Nachdem er in Padua, wo er sich am 18. Mai 1587 immatrikuliert hatte, 1594 die medizinische Doktorwürde erhalten hatte, wurde er durch die Vermittlung von Alphonsus Catanaeus Leibarzt des neapolitanischen Bischofs von Anglona Nicolaus Grana und nach dessen Tod Leibarzt des Markgrafen von Querceto Fabricio Pignatelli in Neapel.
In die Heimat zurückgekehrt, ließ er sich 1596 in Delft nieder, wurde am 9. November 1598 außerordentlicher philosophischer Professor der Naturkunde in Leiden und nach dem Tod von Gerard Bontius am 22. September 1599 ordentlicher Professor der Naturkunde und Medizin. Seine Vorlesungen beschäftigten sich mit theoretischer Medizin, wobei er bei seinen Ausführungen die Lehrsätze des Hippokrates in den Mittelpunkt stellte. Am 8. Mai 1617 nach dem Tod von Peter Pauw, übertrug man ihm auch das Lehrfach der Botanik, einer Wissenschaft, welche er schon in Padua unter Jacopo Zabarella und in Bologna unter Ulisse Aldrovandi mit großer Vorliebe studiert hatte.
Damit verbunden wurde er Direktor des Botanischen Gartens (Hortus Botanicus), in welcher Aufgabe er sich einige Verdienste erwarb. Neben seinen medizinischen Forschungen beschäftigte er sich zudem mit der deutschen, französischen, italienischen und spanischen Sprache, aber auch mit Geschichte, Archäologie, Numismatik und Heraldik. Vorstius hatte sich auch an den organisatorischen Aufgaben der Leidener Hochschule beteiligt und war 1609, 1612, 1621 und 1622 viermal Rektor der Alma Mater.
Der Botaniker und Mediziner Adolphus Vorstius (18. oder 23. November 1597 – 8. Oktober 1663) war sein Sohn.

## Werke
- Oratio de Caroli Clussi vita et obitu. Leiden 1609.
- Oratio honori et memoriae Petri Paawi dicta. Leiden 1617.
- De annulorum origine.